# Athīna Rachīl Tsaggarī
Athīna Rachīl Tsaggarī (Αθηνά Ραχήλ Τσαγγάρη; pron. AFI: [aθiˈna ɾaˈxil t͡saˈɟaɾi], anche traslitterato secondo pronuncia come Athina Rachel Tsangari; Atene, 2 aprile 1966) è una regista, sceneggiatrice e produttrice cinematografica greca.

## Biografia
Nata ad Atene, si è laureata presso l'Università Aristotele di Salonicco e poi si è specializzata prima a New York e poi ad Austin in regia. La sua prima esperienza lavorativa è rappresentata da una piccola parte nel film di Richard Linklater del 1991 Slacker. Il suo primo lungometraggio è datato 2000 ed è The Slow Business of Going, vincitore dell'Underground Film Festival di New York. Dopo aver lavorato come direttrice artistica di alcune fondazioni, rassegne, compagnie e spettacoli, nel 2009 ha realizzato Reflections, una serie di proiezioni su larga scala commissionatele dal Museo dell'Acropoli di Atene. Nel 2005 ha fondato una casa di produzione, la Haos Film, con sede ad Atene.
Il suo secondo film è Attenberg, presentato in concorso alla 67ª Mostra internazionale d'arte cinematografica di Venezia. Nel 2012 realizza The Capsule. Nel 2013 è stata membro della giuria al Festival di Berlino. Nel 2013 ha preso parte come attrice al film Before Midnight di Richard Linklater.

## Filmografia

### Regista

#### Lungometraggi
- The Slow Business of Going (2000)
- 2 (2007) - regia dell'adattamento cinematografico, regia per il teatro dello spettacolo di Dimitris Papaioannou
- Attenberg (2010)
- Prometheus in Athens (2011) - regia dell'adattamento cinematografico, regia per il teatro dello spettacolo di Rimini Protokoll
- Chevalier (2015)
- Harvest (2024)

#### Altro
- On Infection (1993) - cortometraggio (regia, sceneggiatura)
- Fit (1994) - cortometraggio (regia, sceneggiatura, montaggio)
- Fit #2 (1995) - cortometraggio (regia, sceneggiatura)
- Plant #1 (1996) - cortometraggio (regia, sceneggiatura)
- Anticipation™ (1996) - cortometraggio (regia con Nida Sinnokrot e Kenny Strickland)
- The Wind Squeezes Glass Leaves (2002) - cortometraggio (regia, animazione)
- Funky Beep (2007) - videoclip musicale per il singolo di K.Bhta (regia)
- Marina № 5 / 20:04–21:10 UTC+8 / 31° 10' N 121° 28' E (2008) - cortometraggio (regia)
- The Capsule (2012) - cortometraggio (regia, sceneggiatura con Aleksandra Waliszewska)
- 24 Frames per Century (2013) - segmento del documentario Venice 70: Future Reloaded[2] (regia, sceneggiatura)
- The Benaki Museum (2013) - (regia, sceneggiatura)[3] narrato da Willem Dafoe
- Upload - serie TV, 2 episodi (2022)

### Sceneggiatrice
- The Slow Business of Going (2000)
- Attenberg (2010)
- Chevalier (2015)
- Harvest (2024)

### Produttrice
- Pleasureland (2001) - cortometraggio - Produttrice esecutiva
- Kinetta (2005), regia di Yorgos Lanthimos - Produttrice
- Palestine Blues (2006), regia di Nida Sinnokrot - Produttrice
- Dogtooth (Κυνόδοντας) (2009), regia di Yorgos Lanthimos - Associated producer
- Lovers of Hate (2010), regia di Bryan Poyser - Produttrice esecutiva
- Alps (2011), regia di Yorgos Lanthimos - Produttrice
- Pearblossom Hwy (2012), regia di Mike Ott - Produttrice
- Before Midnight (2013), regia di Richard Linklater - Produttrice
- Harvest (2024)

### Attrice
- Slacker - cugina dalla Grecia
- Before Midnight (2013) - Ariadni